# Anampses lineatus
Anampses lineatus một loài cá biển thuộc chi Anampses trong họ Cá bàng chài. Loài này được mô tả lần đầu tiên vào năm 1972.

## Từ nguyên
Tính từ định danh của loài trong tiếng Latinh có nghĩa là "có các đường sọc", hàm ý đề cập đến các đường sọc màu xanh óng trên cơ thể của chúng.

## Phạm vi phân bố và môi trường sống
Từ Biển Đỏ và vùng biển phía nam bán đảo Ả Rập, A. lineatus được ghi nhận dọc theo vùng biển Đông Phi và trải dài đến Nam Phi, bao gồm Madagascar và hầu hết các đảo quốc trên Ấn Độ Dương, và từ quần đảo Mergui trải dài về phía nam đến đảo Sumatra, Java và Bali (Indonesia).
Môi trường sống của A. lineatus là các rạn san hô ngoài khơi và trong các đầm phá ở độ sâu khoảng từ 10 đến ít nhất là 45 m, nhưng thường được quan sát ở độ sâu hơn 20 m.

## Mô tả
A. lineatus có chiều dài cơ thể tối đa được biết đến là 13 cm. Cơ thể có màu nâu da cam với các đường sọc ngang màu xanh lục lam sáng (một vài sọc có thể bị đứt đoạn). Đầu và ngực có các vệt đốm xanh như thân. Có một đốm đen lớn ngay góc nắp mang. Vây đuôi màu đen với một vạch trắng bao quanh gốc vây đuôi. Cá đực có thêm một vùng màu vàng tươi bên dưới vây ngực, và các sọc trên cơ thể sáng màu xanh lam hơn.
A. lineatus từng được xem là một phân loài của Anampses melanurus do có kiểu hình khá giống nhau, nhưng có sự khác biệt ở kiểu màu của vây đuôi và sọc đốm trên cơ thể. A. lineatus có một vùng màu trắng bao quanh gốc vây đuôi, thay vì vàng tươi như A. melanurus, và A. lineatus có các hàng sọc ngang liền mạch thay vì là các hàng đốm tròn như A. melanurus.
Số gai ở vây lưng: 9; Số tia vây ở vây lưng: 12; Số gai ở vây hậu môn: 3; Số tia vây ở vây hậu môn: 12; Số tia vây ở vây ngực: 13; Số vảy đường bên: 26; Số lược mang: 14–16.

## Sinh thái học
Thức ăn của A. lineatus chủ yếu là những loài thủy sinh không xương sống. Cá đực có thể sống theo chế độ hậu cung, gồm nhiều con cái cùng sống trong lãnh thổ của nó.
A. lineatus đôi khi được đánh bắt trong ngành buôn bán cá cảnh.

### Trích dẫn
- John E. Randall (1972). "A revision of the labrid fish genus Anampses" (PDF). Micronesica. Quyển 8 số 1–2. tr. 151–190.